# Севастополь-Вантажний
Севастополь-Вантажний — вантажна залізнична станція Кримської дирекції Придніпровської залізниці на лінії Інкерман I — Комишова Бухта між роз'їздом Сапунгірський (13 км) та станцією Комишова Бухта (6 км). Розташована у Комишовій бухті Гагарінського району міста республіканського підпорядкування Севастополя.

## Комерційні операції, що виконуються на станції
- Прийом та видача вагонних відправок вантажів, що допускаються до зберігання на відкритих майданчиках станції.
- Прийом та видача вантажів вагонними і дрібними відправками, що завантажуються цілими вагонами, лише на під'їзних коліях та місцях незагального користування.
- Прийом та видача вагонних відправок вантажів, які потребують зберігання на критих складах станції.
- Прийом та видача вантажів в універсальних контейнерах масою брутто 3,3 (5) і 5,5 (6) т на станції.
- Прийом та видача вантажів в універсальних контейнерах масою брутто 20 і 24 т на станції.